# Preston Shumpert
Mert Shumpert ou Preston Shumpert, né le 8 août 1979 à Muncie, (Indiana), est un joueur américain de basket-ball. Il mesure 1,98 m et évolue au poste d'ailier.

## Clubs
- 1998-2002 :  Syracuse (NCAA I)
- 2002-2003 :  Besançon (Pro B)
- 2003-2004 :  Montecatini (LegA Due (Italie))
- 2004-2005 :  Basket Livorno (LegA (Italie))
- 2005-2006 :  Milan (LegA (Italie))
- 2006-2007 :  Bologne (LegA (Italie))
- 2006-2007 :  Trevise (LegA (Italie))
- 2007-2008 :  Beşiktaş Cola Turka (Turquie)
- 2008-2009 :  Efes Pilsen Istanbul (Turquie)
- 2009-2010 :  Galatasaray (Turquie)